# FourFiveSeconds
Singles de Rihanna
Jump
(2014) Towards the Sun
(2015)
Singles par Kanye West
Only One
(2014) Blessings
(2015)
Singles par Paul McCartney
Only One
(2014) All Day
(2015)
FourFiveSeconds est une chanson de Rihanna, en collaboration avec Kanye West et Paul McCartney. Elle est sortie le 24 janvier 2015.
Elle a été écrite par Kanye West, Paul McCartney, Kirby Lauryen, Mike Dean, Tyrone Griffin, Dave Longstreth, Dallas Austin, Elon Rutberg et Noah Goldstein. Trois jours après avoir été annoncée, la chanson sort le 24 janvier en format numérique sur les plateformes de téléchargement.
FourFiveSeconds est acclamée par la presse musicale, appréciant le minimalisme de la chanson, le changement de cap de Kanye West et de Rihanna, ainsi que leur performance vocale. Dès sa sortie, le single se hisse à la 4e place des charts britanniques et du Billboard Hot 100. À l'international, le single atteint la première place en Australie, au Danemark, en Nouvelle-Zélande, en Suède, en Israël, au Luxembourg et en Irlande, et atteint le top 5 en France et au Canada notamment.
Le duo de photographes néerlandais Inez & Vinoodh à New York réalise le vidéoclip de la chanson, en noir et blanc, que les critiques saluent pour sa simplicité. Rihanna, Kanye West et Paul McCartney ont interprété la chanson durant la 57e cérémonie de Grammy Awards au Staples Center de Los Angeles le 8 février 2015. La chanson a été reprise par nombre d'artistes, notamment Drake et l'auteur-compositeur-interprète James Bay.

## Genèse et sortie

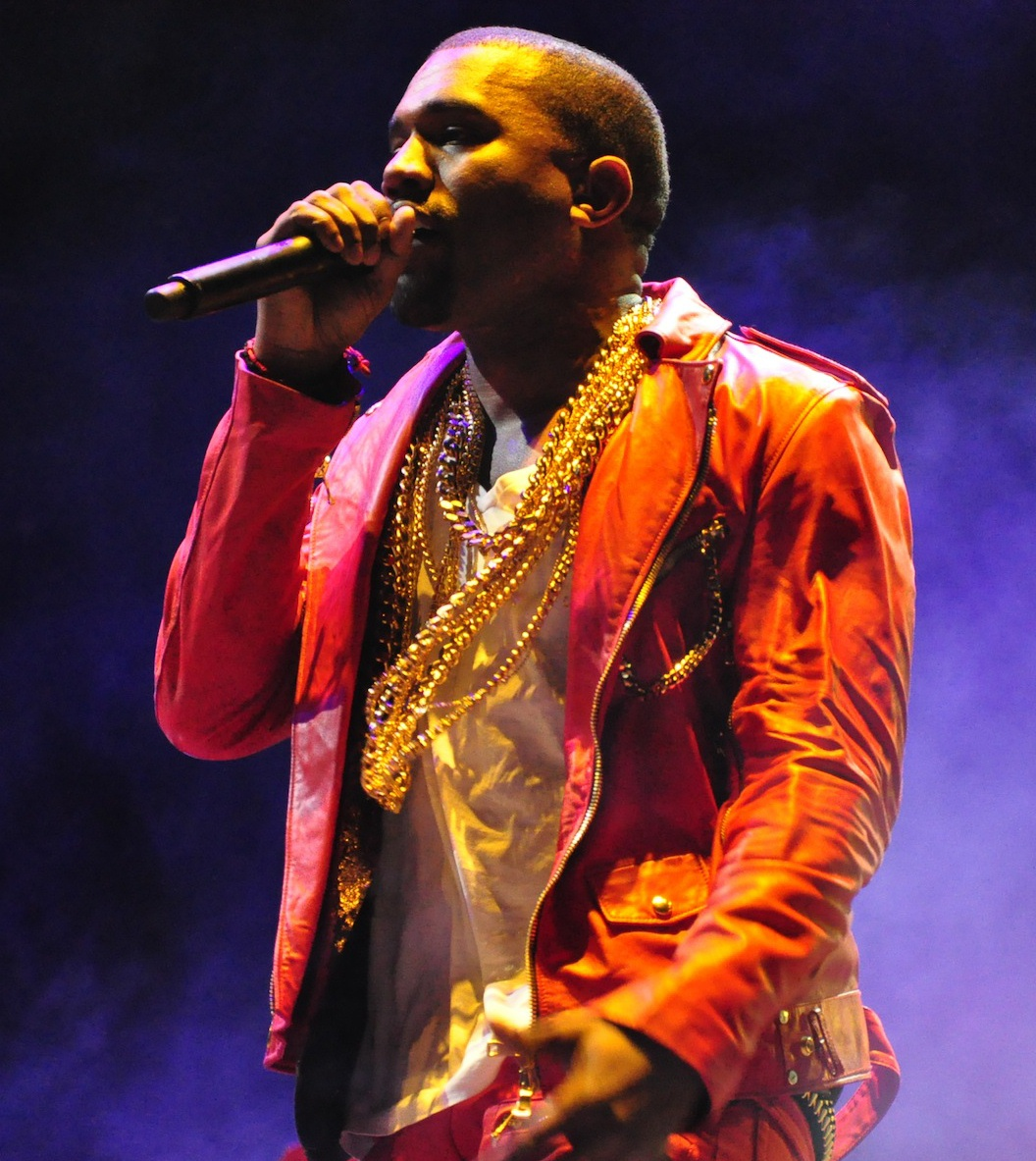
West a joué la chanson pour la première fois le 21 janvier 2015 lors d'une apparition au iHeartMedia Music Summit.

Plus de deux ans après la sortie de son dernier album, Unapologetic et près d'un an après la sortie de son dernier single, Jump, Rihanna sort un nouveau titre qui ne figure sur aucun album. Kanye West sort ici une deuxième chanson avec Paul McCartney après Only One. Quant à Paul McCartney, il sort avec FourFiveSeconds son premier single de l'année 2015.
Le 21 janvier 2015, Kanye West fait une apparition surprise au sommet musical organisé par iHeartMedia, où il parle de sa carrière, chante quelques chansons et conclut par une collaboration avec Rihanna, « accompagné d'une guitare acoustique et d'un chœur important et puissant, ainsi qu'un hook massif. Il [Kanye West] a ensuite quitté la scène alors que le public était levé. »  Plus tôt, le 2 janvier, le producteur et artiste Ty Dolla Sign annonce lors d'une interview pour Billboard que lui, Kanye West, Rihanna et Paul McCartney travaillaient sur une chanson ensemble, qui allait bientôt se finaliser.

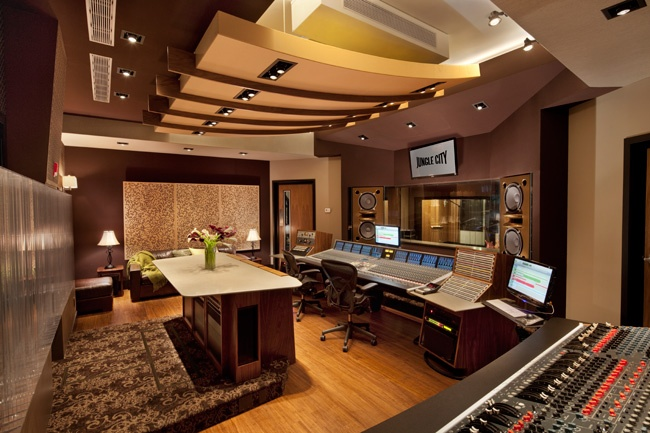
Les studios Jungle City à New York City sont l'un des trois studios où la chanson a été enregistrée.

Le 24 janvier 2015, Rihanna poste la chanson sur son site officiel, Rihannanow.com et écrit sur son compte Twitter « Premier Aperçu De Ma Nouvelle Musique !!! » (« First Glimpse At My New Music!!! ») La chanson intitulée FourFiveSeconds devient disponible en téléchargement digital sur iTunes Store. Le 8 février, durant une interview sur le tapis rouge des Grammy Awards, Kanye West explique comment la collaboration s'est déroulée : « Je suis producteur exécutif sur l'album de Rihanna, et je me suis dit que j'allais faire quelques chansons avec Paul McCartney. Elle ne pouvait pas passer à côté de ça. Elle devait l'avoir sur son album... Et maintenant nous sommes aux Grammys, prêts à chanter ensemble. »  Il compare ensuite la voix de Rihanna à celle de la chanteuse écossaise Annie Lennox : « Je sens qu'elle a ce type d'énergie dans sa voix. Et elle apporte à la chanson un autre niveau de soul, d'amour et de beauté. » Dans une interview pour V, Rihanna révèle que ce qui l'a fait tomber amoureuse de FourFiveSeconds est la juxtaposition de la musique et des paroles : « Quand tu lis les paroles c'est une chanson complètement différente de quand tu écoutes la chanson. La musique est calme mais les paroles sont lourdes de sens. »  Bien que ce soit leur première collaboration en trio, West, McCartney et Rihanna ont déjà travaillé ensemble séparément. West et McCartney ont collaboré en 2014 sur la chanson Only One, chanson dédiée à la fille de Kanye West, North. Rihanna et Kanye West ont, quant à eux collaboré en 2009 sur la chanson de Jay-Z Run This Town et en 2011 sur le single de Kanye West, All of the Lights, une chanson où figure également Fergie, John Legend et Elton John. C'est cependant la première collaboration entre Rihanna et McCartney.
FourFiveSeconds a été écrite par West, McCartney, Kirby Lauryen, Mike Dean, Ty Dolla Sign, Dave Longstreth, Dallas Austin, Elon Rutberg, Noah Goldstein. Elle a été produite par West et McCartney, co-produite par Dean, avec des productions additionnelles de Longstreth et Goldstein. Le single a été enregistré aux studios Jungle City à New York City, à Windmark Recording à Santa Monica et aux studios No Name à Mexico. Marcos Tovar ainsi que Goldstein et Dean ont fait l'enregistrement des voix, alors que Brendan Morawski, Zeke Mishanec, Jeremy 'Head' Hartney, Brandon Wood et Jordan Heskett ont servi d'assistants ingénieurs. La production de la voix a été faite par Kuk Harrell et elle a été mixée par Manny Marroquin aux studios Larabee à Los Angeles. L'assistant-mixage a été fait par Chris Galland, Jeff Jackson et Ike Schultz. McCartney joue la guitare acoustique, Longstreth l'orgue et Dean la guitare basse. Enfin, le trio Wendy Wilson, Chynna Phillips & Carnie Wilson, autrement connu sous le nom de Wilson Phillips fait les chœurs durant le pont et le refrain, derrière Rihanna,.

## Structure et composition des paroles
FourFiveSeconds est une chanson pop et soul pop, « dépouillée, » (« stripped down ») et acoustique teintée de country (« country-tinged ») et de folk d'une durée de trois minutes et huit secondes. FourFiveSeconds a une structure instrumentale simple, composée de trois seuls instruments, une guitare acoustique, un orgue, et un violoncelle en arrière-plan. Au lieu d'être rappées, les lignes de West sont chantées, alors que McCartney ne fait que jouer de la guitare. FourFiveSeconds a été écrit en clé de ré majeur et en 4/4 sur un tempo de 103 BPM. Les voix de Rihanna et de Kanye West vont du ré3 au ré5.
La chanson commence par quelques accords de la guitare acoustique qui sont très rapidement accompagnés de la voix de Rihanna, démarrant ainsi le premier couplet de la chanson sur huit mesures et d'un pré-refrain de quatre mesures. S'ensuit le premier refrain, toujours avec la voix seule de Rihanna et la guitare de McCartney, sur huit mesures. West entame ensuite son premier couplet, le deuxième de la chanson, sur huit mesures également, suivi alors du deuxième refrain, identique au premier, mais accompagné ici par Kanye West. Commence alors un pont de seize mesures, où Rihanna chante seule avec un orgue en arrière-plan joué par Dave Longstreth. Ensuite, West chante un troisième couplet, avec uniquement la guitare acoustique, sur huit mesures puis est accompagné de Rihanna sur quatre mesures pour le pré-refrain. Le troisième refrain, chanté deux fois, commence alors, avec les trois artistes principaux, Rihanna et West au chant et McCartney à la guitare, il dure alors seize mesures. La chanson se finit sur le contretemps du quatrième temps de la seizième et dernière mesure.
Jocelyn Vena, de Billboard, met en évidence la différence du son de la chanson par rapport à celui qu'on retrouve sur son album de 2012, Unapologetic, où l'on retrouve plus de dubstep et d'EDM,,. Hugh McIntyre, du magazine Forbes, rejoint Vena sur ce sujet en affirmant que « c'est un changement complet de style pour Rihanna et Kanye West, pas pour Paul McCartney. »  Lanre Barkan du Guardian qualifie la chanson d'une ballade acoustique et s'accorde également sur le fait que la chanson est totalement différente du style de Kanye West et de Rihanna. Alex Franke de Vogue décrit FourFiveSeconds comme une version acoustique de la chanson de Rihanna We Found Love sortie en 2011, sans les rythmes dance présents sur ses singles précédents.

## Interprétation des paroles
La chanson « exprime des émotions allant du tressaillement à la résignation » (« express emotions ranging from the flip to the resigned »). Sharan Shetty de Slate affirme que la chanson parle de « crève-cœur et de rédemption » (« heartbreak and redemption ») alors que les journalistes de Yahoo! News voient plus la chanson comme l'expression de « confusion et de labeur » (« personal travails and confusion »). Nora Crotty du magazine Elle décrit le single comme une « ode aux regrets matinaux pour les stupides erreurs que l'on a fait la veille au soir. »  Jocelyn Vena ajoute qu'une « guitare acoustique qui a du cran » (« plucky acoustic guitar ») accompagne la voix de Rihanna alors qu'elle chante « I think I've had enough/ Might get a little drunk/ I say what's on my mind/ I might do a little time. Cause all of my kindness/ Is taken for weakness. (Je crois que j'en ai assez/je pourrais me saouler/Je dis ce que j'ai en tête/Je pourrais m'amuser un peu/car toute ma gentillesse/est prise pour de la faiblesse»). Ces paroles sont suivies par celles de West : « Woke up an optimist/ Sun was shining, I'm positive/ Then I heard you was talking trash/ Hold me back/ I'm about to spazz. (Je me suis réveillé plein d'optimisme/le soleil brillait/j'étais positif/puis je t'ai entendu dire des obscénités/Retenez moi ou je vais péter les plombs) » Au refrain, West et Rihanna s'harmonisent « Now I'm four, five seconds from wildin'/ And we got three more days 'till Friday/ I'm just trying to make it back home by Monday morning i swear i wish someone would tell me, oh that's all I want (Je suis à quatre cinq secondes de partir en vrille, et il ne reste plus que trois jours jusqu'à vendredi/je vais essayer de rentrer à la maison lundi matin/Je jure que je voudrais que quelqu'un me dise/oh c'est tout ce que je veux). »

## Réception critique
FourFiveSeconds a reçu principalement des critiques positives. Peter Kandunias de Gigwise loue ainsi les voix des deux chanteurs, Kanye West et Rihanna, ainsi que la partie instrumentale de Paul McCartney. Mclntyre de Forbes dit : « La chanson met en lumière la voix de Rihanna, souvent délaissée dans ses tubes habituellement grandiloquents et pré-faits. »  Jim Farber du New York Daily News ajoute que cette collaboration est à son goût mieux que la précédente entre McCartney et Kanye West. De plus, il salue la performance vocale de Rihanna et affirme qu'elle est bien meilleure que celle de West, « qui aurait dû utiliser plus d'auto-tune pour accentuer sa voix instable. »  Farber ajoute également plus tard : « Cela fait du bien d'entendre Rihanna chanter sans artifices, dans une configuration beaucoup moins travaillée que la plupart de ces autres enregistrements. »  Kelsey McKinney de Vox note que « la voix de Rihanna montre une amélioration significative dans la tessiture et la tonalité depuis son dernier album. » . Elle ajoute que la performance de Rihanna à l'ouverture de la chanson est « la plus fragile depuis Stay en 2012, et soumet que son prochain album contiendra surement d'autres chansons de ce genre. » 

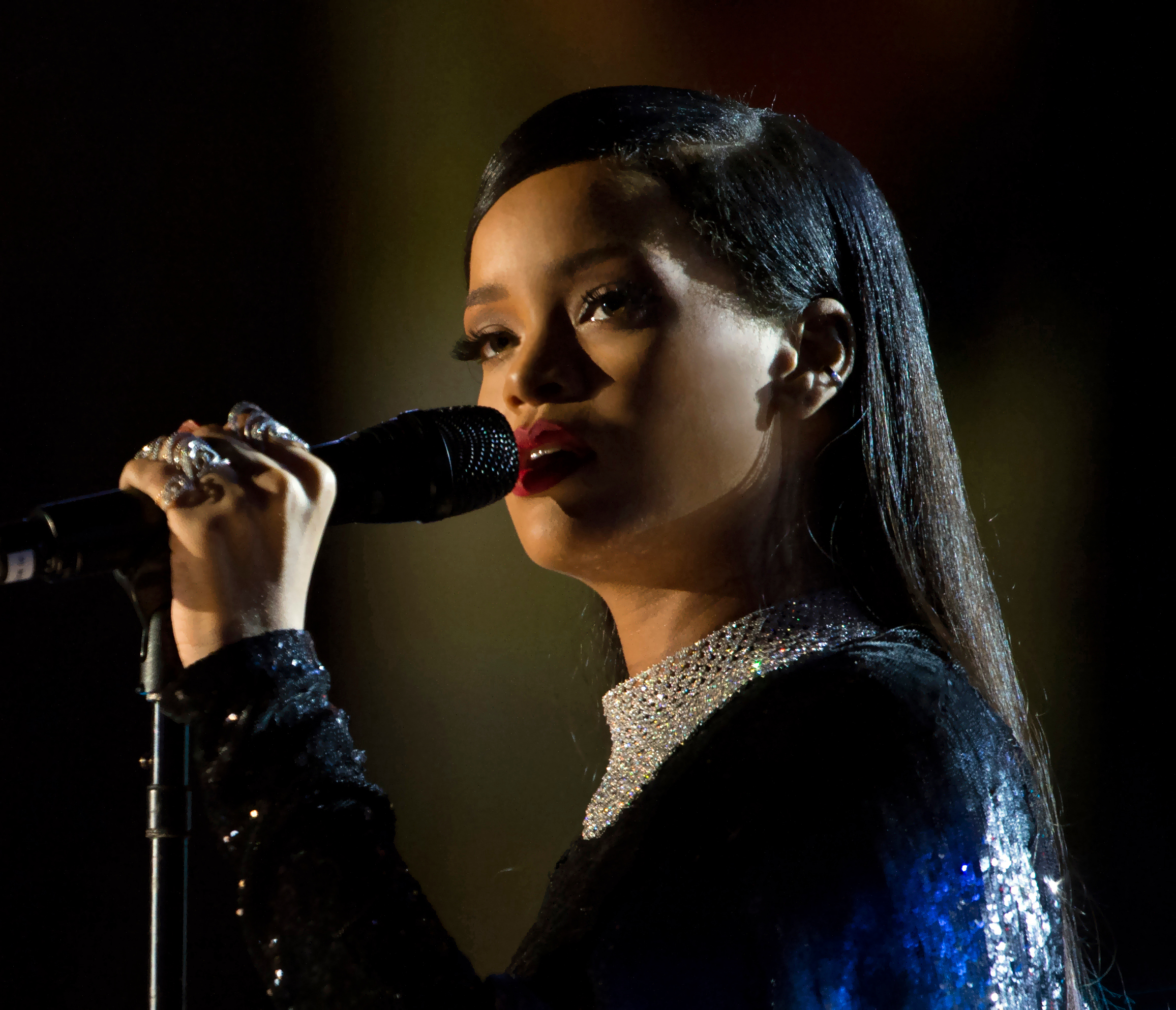
La performance vocale de Rihanna a été particulièrement saluée par les critiques musicaux sur cette chanson.

Spencer Kornhaber de The Atlantic écrit au sujet de la voix de Rihanna : « Entendez ce petit cri aigu et irrégulier dans sa voix au premier couplet, et comment elle garde le contrôle quand elle alterne entre trilles et gospel au moment du pont. »   Selon lui, la chanson montre « à quel point son phrasé et son timbre est reconnaissable » (« how distinctive her timbre and phrasing is »), quelque chose qui ne se voyait plus dans ses précédentes chansons comme le single de 2010 Only Girl (In the World). Travis Grier de Def Pen Radio pense que la chanson est un bon choix pour Rihanna pour atteindre le statut de légende ; « elle s'est attaquée à à peu près tous les styles musicaux qui puissent exister et 'FourFiveSeconds' renforce cette idée. »  Crotty de Elle écrit que la chanson était « incroyable » (« awesome ») et « douce » (« sweet »). Pour Noisey, la chanson est comparable à des rayons de soleil (« sounds like sunshine »). Sur Rate Your Music, la chanson obtient un 2,3 sur 5 sur la base de 453 notes et se classe à la 193e place des meilleures chansons de l'année en mars 2015, sur Amazon, elle obtient un 4,5 sur 5 sur 113 critiques. Enfin, sur le site américain d'iTunes Store, la chanson est qualifiée d'« à la fois douce et succincte », comme « trois minutes rafraîchissante d'éclat pop. » FourFiveSeconds y reçoit une moyenne de 3,5 étoiles sur 5 possibles sur 4981 critiques.

### Classements et distinctions
La chanson est sacrée meilleure collaboration de l'année 2015 durant la cérémonie des American Music Awards. Si un journaliste du Los Angeles Times voyait dans FourFiveSeconds « une chanson taillée pour plusieurs nominations aux Grammy Awards », la chanson ne fut nommée dans aucune catégorie pour l'édition 2016.
| Magazine             | Rang | Liste                                                                                 |
| -------------------- | ---- | ------------------------------------------------------------------------------------- |
| Billboard            | 21   | Les 25 meilleures chansons de 2015 (25 Best Songs of 2015)                            |
| The Fader            | 2    | Les 107 meilleures chansons de 2015 (107 Best Songs of 2015)                          |
| Huffington Post      | *    | Les meilleures chansons de 2015 selon Andy Parker (Best Songs of 2015 by Andy Parker) |
| Rolling Stone        | 36   | Les 50 meilleures chansons de 2015 (50 Best Songs of 2015)                            |
| Stereogum            | 5    | Les 50 meilleures chansons pop de 2015 (The 50 Best Pop Songs of 2015)                |
| Consequence of Sound | 39   | Les 50 meilleures chansons de 2015 (Top 50 Songs of 2015)                             |

(*) désigne une liste sans ordre

## Performance dans les hit-parades

### En Amérique du Nord
FourFiveSeconds débute à la 37e place du classement américain de Billboard Top 40 Mainstream après seulement deux jours de radiodiffusion. Selon Nielsen SoundScan, cela est dû à la diffusion incessante du single sur les antennes du groupe iHeartMedia le 25 janvier. C'est la 40e chanson classée pour Rihanna, alors que c'est première pour Paul McCartney depuis 1992. Pour la semaine du 31 janvier 2015, la chanson débute à la 54e place du Billboard Hot 100 avec 53 000 exemplaires vendus et devient la meilleure entrée de la semaine. Par la suite, il rentre à la douzième place du classement Hot R&B/Hip-Hop Songs. La semaine suivante, il se place à la 25e place du Top 40 Mainstream, avec la meilleure progression. De plus, il rentre à la 34e place du Adult Top 40 et à la 25e place du Rhythmic Top 40 de Billboard. Dans le Billboard Hot 100, il gagne 39 places pour se hisser à la 15e place pour sa deuxième semaine en vendant 138 000 exemplaires numériques. Le single devient, pour Paul McCartney, sa chanson la mieux classée depuis 1986 et sa chanson Spies Like Us qui se hissa à la septième place. Dans la même semaine, la chanson gagne dix places dans le classement Hot R&B/Hip Hop Songs et atteint la deuxième place. Pour sa troisième semaine dans les charts, la chanson gagne encore des places et se hisse à la sixième place du Billboard Hot 100 en vendant 181 000 exemplaires. Cela marque la première entrée d'une chanson de McCartney dans top 10 du Hot 100 de Billboard  depuis 29 ans. Il bat ainsi le record de l'écart le plus important entre deux chansons dans le top 10 du Hot 100, précédemment détenu par Santana, qui avait espacé de 28 ans deux hits entre 1971 et 1999. Cela devient le 26e single de Rihanna dans le top 10 et le 15e de Kanye West. Il atteint également la troisième place du classement Digital Songs et la première du Hot R&B/Hip Hop Songs, faisant de cette chanson la quatrième numéro-une du classement pour Rihanna, la septième de Kanye West et la deuxième de McCartney, après son duo avec Michael Jackson avec The Girl Is Mine en 1983. Durant la quatrième semaine de la chanson dans les classements du Billboard Hot 100, la chanson gagne deux places en atteignant la quatrième devenant le premier single de McCartney dans le top 5 depuis 31 ans, après une autre collaboration avec Michael Jackson, en 1983 avec Say Say Say. Au 7 mars, FourFiveSeconds atteint le top 10 du classement Pop Songs, et Rihanna rejoint ainsi Mariah Carey au record du nombre de single dans ce top 10, avec 23 chansons. En mai 2015, FourFiveSeconds a été vendu à 1,77 million d'exemplaires aux États-Unis.

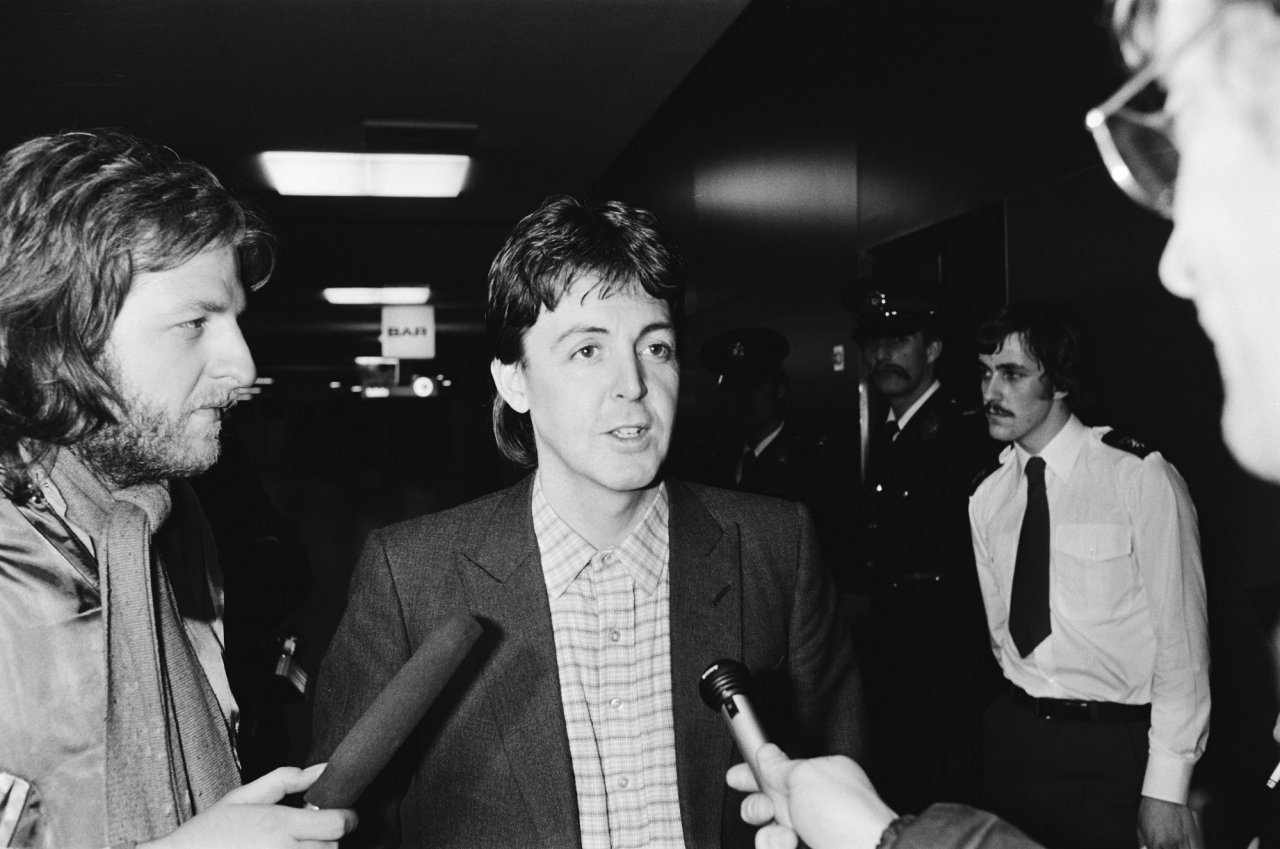
Avec l'arrivée de la chanson dans le top 10 du Billboard Hot 100, McCartney a battu le record du plus grand écart de temps entre deux chansons d'un même artiste classées dans le top 10 du Hot 100.

Au Canada, FourFiveSeconds débute à la 65e place du Canadian Hot 100 à la semaine du 7 février 2015. La semaine suivante, la chanson enjambe 56 places et atteint la neuvième place. Une semaine plus tard, elle atteint la quatrième place. La chanson atteint son meilleur classement à la semaine du 14 mars 2015, à la troisième place. La chanson a atteint la septième place du classement CHR/Top 40 Airplay.

### Europe et Océanie
En Australie, FourFiveSeconds débute à la 13e place des classements de singles à la semaine du 8 février 2015. La semaine suivante il se hisse à la troisième place et devient le 28e single de Rihanna a entré dans le top 10 du classement. Il rentre également à la deuxième place de l'Australian Urban Singles Chart. Durant la semaine du 13 février, la chanson atteint la première place du classement australien, faisant de cette chanson la neuvième de Rihanna à atteindre la première place, la deuxième de West et la troisième de McCartney (post-Beatles). Grâce à cette collaboration, Paul McCartney devient l'artiste le plus âgé, à 72 ans, à se hisser à la première place du classement, record précédemment détenu par Cher qui avait 52 ans quand elle se classa première avec Believe. Durant cette semaine, FourFiveSeconds prend également la première place de l'Australian Urban Singles Chart. La chanson a été certifiée triple disque de platine par l'ARIA, avec plus de 210 000 téléchargements. En Nouvelle-Zélande, la chanson débute à la neuvième place et se place la semaine suivante à la deuxième place, devenant le 31e single de Rihanna a entré dans le top 10 du classement. À la semaine du 9 mars, la chanson se place en première position et devient la neuvième single numéro-un de Rihanna dans ce classement. Il y reste pendant cinq semaines et est certifiée double disque de platine par le RIANZ après avoir écoulé 30 000 exemplaires dans le pays.
Au Royaume-Uni, FourFiveSeconds se place à la cinquième position du classement UK Singles Chart, à la semaine du 7 février 2015. La semaine suivante il se hisse à la quatrième place, avec 41 535 téléchargements,. Une semaine, plus tard, il gagne une place de plus et se retrouve à la troisième place. La chanson a été certifiée disque de platine par le BPI et à dater de mars 2015, la chanson s'y est vendu à 452 000 exemplaires. En Écosse, la chanson atteint la deuxième place des Scottish Singles Chart. En Irlande, la chanson débute à la quatorzième place du Irish Singles Chart durant la semaine du 29 janvier. Le 19 mars, durant sa huitième semaine dans le classement, elle atteint la première place. En France la chanson se hisse à la deuxième place et est la troisième chanson la plus vendue du premier trimestre de l'année 2015,. En Suède, la chanson se place directement à la première place durant la semaine du 6 mars 2015, et y reste pour deux semaines. Cela devient la quatrième chanson numéro un pour Rihanna, la deuxième pour Paul McCartney et la première pour Kanye West. Certifiée double disque de platine par le GLF, FourFiveSeconds a été vendu à 80 000 exemplaires dans le pays. La chanson connaît un succès important dans les autres pays d'Europe continentale et se hisse également à la première place au Danemark et au Luxembourg et dans le top 5 de 18 classements nationaux.

## Clip vidéo

### Réalisation
Le clip a été réalisé par le duo de photographes néerlandais Inez van Lamsweerde et Vinoodh Matadin fin décembre 2014 à New York, déjà connu pour leur collaboration avec Lady Gaga et Madonna notamment. Stephanie Bargas, Jeff Lepine et Jon Barlow sont les producteurs visuels, alors que theCollectiveShift s'est chargé de la production exécutive. Jodokus Driessen en est le directeur de la photographie et Otto Arsenault, éditeur et cinématographe. Le 3 février 2015, Rihanna poste sur sa chaîne YouTube une vidéo des coulisses du clip. La vidéo met en scène Rihanna, Paul McCartney et Kanye West dans un décor entièrement blanc. Comme le dit Rihanna dans une interview pour Rap-Up, c'est Kanye West qui a eu cette idée : « Kanye est venue avec l'idée de faire quelque chose d'un style très urbain et américain, à l'image du denim. Le denim, c'est indémodable, c'est classique, c'est iconique, comme les Beatles,. »  Le 2 février, Rihanna poste un extrait du clip sur son compte Instagram. On y voit sa silhouette alors qu'elle chante ; elle porte également une veste Sean John. La vidéo sort le lendemain 3 février sur compte Vevo officiel sur YouTube. Le même jour, la chanson est disponible en téléchargement digital sur l'iTunes Store. Le 19 mars 2015, la chanson atteint les 100 millions de vues sur YouTube, devenant ainsi sa 21e chanson à passer ce cap, faisant de la vidéo une VeVo Certified.

### Analyse et critiques

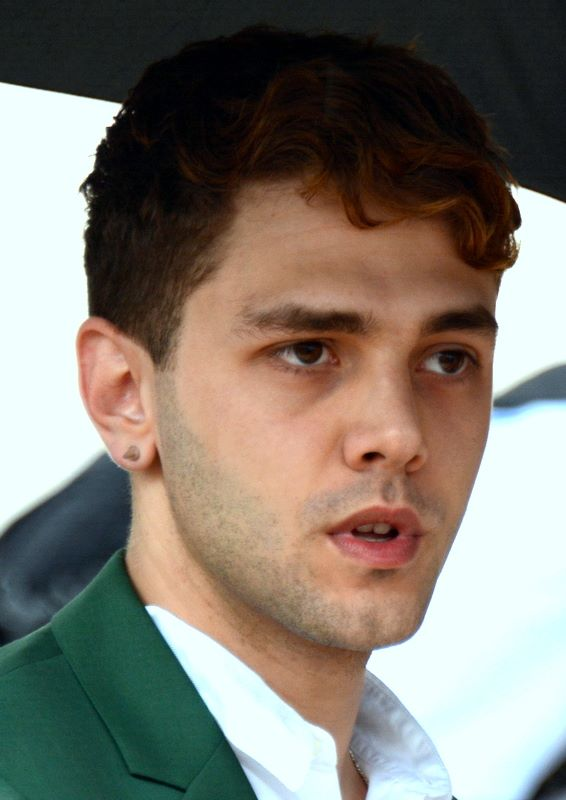
Le clip de FourFiveSeconds a été comparé aux travaux du photographe Herb Ritts et du réalisateur Xavier Dolan (photo)

Selon Kreps du magazine Rolling Stone, « le clip noir et blanc style Herb Ritts met en scène Rihanna et West chantant, alors que McCartney joue ses accords sur sa guitare acoustique, et lorsque les trois titans de la musique partagent les mêmes notes, le moment est fort. »  Louise Auvitu, du Nouvel Obs, le décrit comme « sobre mais à la pointe de la mode. » « Dans un noir et blanc très sobre, Riri chante dans une veste en jeans trop grande ; Kanye lui donne la réplique avec son flow caractéristique tandis que l'ex-Beatles joue de la guitare, tranquille. C'est beau, direct, sans fioritures. » ajoute Jérôme Vermelin, de Metronews. De plus, Feeney note que la vidéo a été tournée en format 1:1, carré, sans rappeler le dernier film du réalisateur canadien Xavier Dolan, Mommy.
Un critique de MTV UK note que le format carré de la vidéo est un écho à la pochette du single, lui aussi de ce format. Sophie Schillaci d'Entertainment Tonight compare le format de la vidéo à celui d'« Instagram » faisant référence au format 1:1 des photos du réseau social. Gregory E. Miller du The New York Post note que la vidéo, minimaliste, est un nouveau départ depuis leurs anciennes vidéo ultra-produites. Journaliste chez VH1, Alexa Tietjen qualifie le visuel du clip « stupéfiant » (« stunning ») tout en saluant le look de Rihanna, l'attitude de Kanye West et les talents de McCartney. Dee Locket de Slate qualifie le clip d'une « performance vidéo » où Rihanna et West « semblent bientôt s'effondrer» (« appear to be on the verge of losing it »). Billy Johnson Jr. de Yahoo! Music affirme que  le clip montre Rihanna comme « une femme fragile sur le point de craquer » (« as a fragile woman on the verge of snapping »), et continua : « stylistiquement, la vidéo en noir et blanc trouve un juste équilibre entre l'ambiance et le look des deux campagnes publicitaires de Rihanna avec GAP et Abercrombie & Fitch où elle se dénude juste assez pour rendre les censeurs nerveux. » 

## Performances sur scène
Rihanna, Kanye West et Paul McCartney interprètent la chanson en direct durant la 57e cérémonie des Grammy Awards au Staples Center de Los Angeles le 8 février 2015,. Devant un écran blanc, les trois artistes apparaissent sur scène en costume simple et sobre. Rihanna porte un costume large et noir, tandis que ses cheveux sont plaqués et raides. West porte également un costume noir et McCartney une chemise blanche et une veste de costume pendant qu'il joue de la guitare acoustique. La chanson se termine a cappella avec le public. Chris Payne de Billboard considère leur performance comme l'une des plus intéressantes de la soirée et salue la prestation vocale de Rihanna : « Soyons réaliste – voir cette improbable collaboration en personne est la principale raison de l'engouement que porte cette chanson. Il y a tellement de manière pour que ces trois personnages puissent ne pas se compléter, mais Rihanna 'Ye et Sir Paul ont su comment la ramener à la vie. »  Dans le même article, Joe Lynch place la performance en quatrième position sur toutes les performances de la soirée, ajoutant « FourFiveSeconds, ironiquement, met du temps à vous saisir, mais la présence des trois grandes stars de la pop sur la scène était l'une des performances la plus délirante de ces Grammys. »  Julien Goncalves de ChartsinFrance souligne « une prestation en toute simplicité » où « Rihanna a excellé vocalement ». Isabella Biedenharn de Entertainment Weekly note la performance d'un « A » tout en louant la performance vocale de Rihanna et Kanye West et leur style vestimentaire. Selon TiVo, leur performance était la cinquième la plus regardée de la cérémonie.
Le 4 avril 2015, Rihanna s'est produit lors du Final Four du Championnat NCAA de basket-ball 2015 qui se tenait à Indianapolis. Durant sa performance solo, elle a notamment chanté, FourFiveSeconds, mais aussi, parmi d'autres, ses dernières chansons comme Bitch Better Have My Money ou American Oxygen.
Quant à Sir Paul, il la reprend à chacun de ses concerts de sa tournée 2016-2017 "One on One" dans une version beaucoup plus Rock avec un passage a cappella.

## Reprises
Les Gentleman's Rule ont enregistré une reprise de la chanson et ont mis en ligne la vidéo sur leur chaîne YouTube. Selon Erin Strecker de Billboard « les sept hommes se sont habilement harmonisés sur des claquements de pieds et mains, rendant la ballade plus calme sans pour autant ôter de sa puissance. » Le rappeur canadien Drake a repris la chanson durant sa performance au Sprite NBA All-Star Weekend se tenant à la Irving Plaza à New York le 14 février 2015. Le groupe gallois Punk Rock Factory a également repris la chanson, transformant la chanson en un « hymne punk rock. » Également, l'auteur-compositeur-interprète James Bay a repris la chanson durant une performance sur la BBC Radio 1 Lounge le 3 mars 2015. L'ancien participant de X Factor Luke Friend a repris la chanson avec une guitare acoustique et a posté un clip de sa reprise sur YouTube le 26 mars 2015. Le 14 avril 2015 sort une vidéo du chanteur australien Cody Simpson reprenant FourFiveSeconds dans les studios de la radio Sirius XM,. Cette version acoustique, Christina Garibaldi de MTV News la qualifie de « tout simplement incroyable » (« nothing short of amazing ») et écrit : « le chanteur de New Problems reprend les paroles Rihanna et de Kanye West avec une facilité déconcertante tout en gardant des traits à la John Mayer. » Rebecca Rose de Cosmopolitan salue également la performance de Cody Simpson, qui selon elle « est un sacrément bon travail », et qui nous averti : « préparez-vous à tomber amoureux. »

## Liste des pistes
| Téléchargement numérique 1. FourFiveSeconds – 3:08 | - CD single 1. FourFiveSeconds – 3:08 2. FourFiveSeconds (vidéo-clip) – 3:12 |

## Crédits
Les crédits sont issus du livret de notes du single FourFiveSeconds.
Lieux
- Enregistré aux studios Jungle City à New York City, New York ; Windmark Recording à Santa Monica, Californie et aux studios No Name à Mexico
- Mixé aux studios Larabee à Los Angeles, Californie

Personnel
- Auteur-compositeur– Kanye West, Paul McCartney, Kirby Lauryen, Mike Dean, Ty Dolla Sign, Dave Longstreth, Dallas Austin, Elon Rutberg, Noah Goldstein
- Production – Kanye West, Paul McCartney
- Co-production et guitare basse – Mike Dean
- Production additionnelle – Dave Longstreth, Noah Goldstein
- Production vocale – Kuk Harrell
- Enregistrement – Marcos Tovar, Noah Goldstein, Mike Dean
- Ingénieur assistant pour l'enregistrement – Brendan Morawski, Zeke Mishanec, Jeremy "Head" Hartney, Brandon Wood, Jordan Heskett
- Mixage – Manny Marroquin
- Assistant mixage – Chris Galland, Jeff Jackson, Ike Schultz
- Guitare acoustique – Paul McCartney
- Orgue – Dave Longstreth
- Chœur – Wilson Phillips [13],[14]

## Classement hebdomadaire
| Classement (2015)                       | Meilleure position |
| --------------------------------------- | ------------------ |
| Afrique du Sud (EMA)                    | 9                  |
| Allemagne (Media Control AG)            | 3                  |
| Australie (ARIA)                        | 1                  |
| Australie (ARIA Urban Singles Chart)    | 1                  |
| Autriche (Ö3 Austria Top 40)            | 2                  |
| Belgique (Flandre Ultratop 50 Singles)  | 5                  |
| Belgique (Ultratop Flandre Urban)       | 2                  |
| Belgique (Wallonie Ultratop 50 Singles) | 7                  |
| Canada (Hot 100)                        | 3                  |
| Canada (Digital Songs)                  | 1                  |
| Canada (CHR/Top 40 Airplay)             | 5                  |
| Canada (Hot AC)                         | 6                  |
| Croatie (Airplay Radio Chart)           | 2                  |
| Écosse (OCC)                            | 2                  |
| Espagne (PROMUSICAE)                    | 4                  |
| États-Unis (Hot 100)                    | 4                  |
| États-Unis (R&B/Hip-Hop Songs)          | 1                  |
| États-Unis (Pop Airplay)                | 6                  |
| États-Unis (Radio Songs),               | 8                  |
| Danemark (Tracklisten)                  | 1                  |
| Finlande (Suomen virallinen lista)      | 8                  |
| France (SNEP)                           | 2                  |
| Hongrie (Rádiós Top 40)                 | 3                  |
| Hongrie (Single Top 40)                 | 3                  |
| Irlande (IRMA)                          | 1                  |
| Italie (FIMI)                           | 8                  |
| Israël (Media Forest)                   | 1                  |
| Liban (Top 20)                          | 7                  |
| Japon (Hot 100)                         | 48                 |
| Luxembourg (Billboard Digital Songs)    | 1                  |
| Nouvelle-Zélande (RMNZ)                 | 1                  |
| Norvège (VG-lista)                      | 1                  |
| Pays-Bas (Nederlandse Top 40)           | 1                  |
| Pays-Bas (Single Top 100)               | 2                  |
| Pologne (ZPAV)                          | 3                  |
| Portugal (Billboard)                    | 7                  |
| République dominicaine (Monitor Latino) | 5                  |
| Tchéquie (IFPI Rádio)                   | 2                  |
| Royaume-Uni (UK Singles Chart)          | 4                  |
| Royaume-Uni (Urban Charts)              | 1                  |
| Slovaquie (Singles Digitál Top 100)     | 4                  |
| Slovaquie (Rádio Top 100)               | 1                  |
| Suède (Sverigetopplistan)               | 1                  |
| Suisse (Schweizer Hitparade)            | 3                  |

## Certifications
| Pays                    | Certifications | Ventes    |
| ----------------------- | -------------- | --------- |
| Allemagne (BVMI)        | Platine        | 400 000   |
| Australie (ARIA)        | 3 × Platine    | 210 000   |
| Autriche (IFPI)         | Or             | 15 000    |
| Belgique (BEA)          | Platine        | 30 000    |
| Canada (Music Canada)   | —              | 289 000   |
| Danemark (IFPI)         | 2 × Platine    | 120 000   |
| Espagne (PROMUSICAE)    | Platine        | 40 000    |
| États-Unis (RIAA)       | 3 × Platine    | 3 000 000 |
| France (SNEP)           | Or             | 75 000    |
| Italie (FITI)           | 2 × Platine    | 100 000   |
| Nouvelle-Zélande (RMNZ) | 2 × Platine    | 30 000    |
| Pologne (IFPI)          | 3 × Platine    | 60 000    |
| Royaume-Uni (BPI)       | Platine        | 600 000   |
| Suède (GLF)             | 4 × Platine    | 160 000   |
| Suisse (IFPI)           | Platine        | 30 000    |

## Historique de sortie
| Pays             | Date            | Format                   | Label                     |
| ---------------- | --------------- | ------------------------ | ------------------------- |
| Canada           | 24 janvier 2015 | Téléchargement numérique | Westbury Road, Roc Nation |
| États-Unis       | 24 janvier 2015 | Téléchargement numérique | Westbury Road, Roc Nation |
| Allemagne        | 25 janvier 2015 | Téléchargement numérique | Westbury Road, Roc Nation |
| Australie        | 25 janvier 2015 | Téléchargement numérique | Westbury Road, Roc Nation |
| Autriche         | 25 janvier 2015 | Téléchargement numérique | Westbury Road, Roc Nation |
| Brésil           | 25 janvier 2015 | Téléchargement numérique | Westbury Road, Roc Nation |
| Danemark         | 25 janvier 2015 | Téléchargement numérique | Westbury Road, Roc Nation |
| Espagne          | 25 janvier 2015 | Téléchargement numérique | Westbury Road, Roc Nation |
| France           | 25 janvier 2015 | Téléchargement numérique | Westbury Road, Roc Nation |
| Italie           | 25 janvier 2015 | Téléchargement numérique | Westbury Road, Roc Nation |
| Nouvelle-Zélande | 25 janvier 2015 | Téléchargement numérique | Westbury Road, Roc Nation |
| Portugal         | 25 janvier 2015 | Téléchargement numérique | Westbury Road, Roc Nation |
| Turquie          | 25 janvier 2015 | Téléchargement numérique | Westbury Road, Roc Nation |
| Royaume-Uni      | 26 janvier 2015 | Téléchargement numérique | Virgin EMI Records        |
| Italie           | 30 janvier 2015 | Diffusion radio          | Universal                 |
| Allemagne        | 27 février 2015 | CD single                | Def Jam, Universal        |